# Saint-Sardos, Tarn-et-Garonne
Saint-Sardos är en kommun i departementet Tarn-et-Garonne i regionen Occitanien i södra Frankrike. Kommunen ligger i kantonen Verdun-sur-Garonne som tillhör arrondissementet Montauban. År 2022 hade Saint-Sardos 1 135 invånare.

## Befolkningsutveckling
Antalet invånare i kommunen Saint-Sardos
| Referens: INSEE |